# Perissocope cristatus
Perissocope cristatus är en kräftdjursart som först beskrevs av A. Scott.  Perissocope cristatus ingår i släktet Perissocope och familjen Harpacticidae. Inga underarter finns listade i Catalogue of Life.